# France Novšak
France Novšak [francé novšák], slovenski novinar, pisatelj, prevajalec in slovaropisec, * 27. januar 1916, Ljubljana, † 18. oktober 1991, Ljubljana.

## Življenje
Novšakovo življenje je zaznamovala družinska tragedija iz zgodnjega otroštva. Njegovemu očetu se je med čiščenjem puške le-ta sprožila in smrtno ranila Francetovega brata Pepija, dve in pol leta staremu Francetu pa so morali amputirati desno roko. 
Tako oče (1923) kot mama (1935) sta zgodaj umrla. Ko je mama še bolehala, so Franceta s starejšo sestro in mlajšim bratom poslali v katoliški internat v Šentvid. Prvih pet razredov klasične gimnazije je opravil v Ljubljani, zadnje tri pa v Zagrebu. Po maturi v Zagrebu je študiral pravo na univerzi v Ljubljani in Beogradu.   
Skoraj vsa svoja književna dela je ustvaril do konca 2. svetovne vojne. Po koncu vojne je postal dopisnik Slovenskega poročevalca z Dunaja. Pozneje je pisal za Ljubljanski dnevnik, Ljudsko pravico in Delo ter prevajal.  
Njegovega dela ni ustavila niti operacija tumorja v glavi leta 1969, po kateri ni več mogel uporabljati niti leve roke, ki je ostala ohromljena. Naučil se je tipkati s pomočjo proteze in je še naprej pisal za kulturne rubrike časopisov. V zadnjem obdobju svojega življenja se je posvetil slovaropisju. 

## Delo
Že kot sedemnajstletni dijak je v Zagrebu leta 1933 napisal igro v dveh dejanjih s prologom z naslovom Knez temè. Izvirni rokopisni zvezek se hrani na Inštitutu za slovensko narodopisje ZRC SAZU v Ljubljani. Novšak je tik pred 2. svetovno vojno vzbudil precejšno pozornost z romanom Dečki: roman iz dijaškega internata, ki je izšel leta 1938, ko mu je bilo 22 let. V romanu je prikazal ljubezensko razmerje med dvema dijakoma v katoliškem internatu v Zagrebu, kar je sprožilo burne reakcije javnosti in katoliške cerkve. Roman je ponovno izšel leta 1970 in 2016.
Novšakovim romanom je skupno to, da vsebujejo precej avtobiografskih potez. Še posebej to velja za razvojni roman Hudobni angeli (1940). Obsežni roman Globoko jezero (1944) je izšel v času kulturnega molka; tako kot prejšnji, tudi ta pri popularnem založniku Antonu Turku. Novšakovi sta dve literarni deli za otroke: Alenkina čebelica (1941) in Košček koruznega kruha (1964). Leta 1955 so izšle Slovenske balade in romance, ki jih je Novšak uredil. Izdal je nekaj prevodov, v glavnem iz nemščine. V zadnjih desetletjih pred smrtjo se je posvetil slovarskemu delu. Sestavil je Makedonsko-slovenski slovar (1982) in Albansko-slovenski slovar s temelji slovnice (1988).
Po romanu Dečki je režiser Stanko Jost leta 1976 posnel istoimenski film.